# Батабано (город)
Батабано́ (исп. Batabanó) — муниципалитет и город в провинции Маябеке на южном побережье острова Куба. Город основан в 1688 году.
Площадь муниципалитета составляет 187 км². Численность населения муниципалитета в 2004 году — 25 664 человека, а плотность — 137,2 чел./км².
По территории муниципалитета протекает несколько рек, в том числе: Гуанаба, Сан-Фелипе, Пачеко, Сан Хуан и Святой Гертруды.

## Демография
Численность населения муниципалитета — 25 664 человека (по состоянию на 2004 год). С 1953 года население возросло почти на половину.
| 1907   | 1919   | 1931   | 1943   | 1953   |
| ------ | ------ | ------ | ------ | ------ |
| 12 316 | 14 510 | 16 939 | 17 804 | 16 601 |

## Административно-территориальное деление
Муниципалитет Батабано поделён на районы: Агуакате, Аскирате, Кватро-Каминос, Эсте, Гуанабо, Майягуано, Норте, Оэсте, Пуэбло-де-Батабано, Пуэбло-де-Сан-Фелипе, Пуэбло-Нуэво, Кинтаналь и Сан-Августин.